# Гаетано Стараба
Гаетано Стараба на италиански: Gaetano Starrabba е бивш пилот от Формула 1. Роден на 3 декември 1932 г. в Палермо, Италия.

## Формула 1
Гаетано Стараба прави своя дебют във Формула 1 в Голямата награда на Италия през 1961 г. В световния шампионат записва 1 състезания като не успява да спечели точки, състезава се с частен Лотус.